# Зайцев, Николай Яковлевич
Никола́й Я́ковлевич За́йцев (25 марта 1923; село Крупки Оршанского уезда Витебской губернии — 18 февраля 2012, город Минск) — Герой Советского Союза (1945), полковник (1975), военный лётчик 1-го класса (1954), кандидат философских наук (1982), доцент (1983).

## Биография
Родился 25 марта 1923 года в селе Крупки Оршанского уезда Витебской губернии. В 1940 году окончил 9 классов школы. В марте-августе 1941 года прошёл обучение в 121-й учебной авиаэскадрилье ГВФ (города Гомель и Актюбинск).
В армии с августа 1941 года. В сентябре 1943 года окончил Чкаловскую военную авиационную школу лётчиков (город Оренбург). В сентябре-октябре 1943 — лётчик 2-й учебно-тренировочной авиационной эскадрильи (город Дмитров Московской области). С октября 1943 года служил лётчиком и старшим лётчиком в штурмовом авиаполку, находившемуся в тылу на доукомплектовании (в посёлке Михнево Московской области).
Участник Великой Отечественной войны: в феврале 1944 — мае 1945 — старший лётчик и командир звена 996-го штурмового авиационного полка 224-й штурмовой авиационной дивизии 8-го штурмового авиационного корпуса 8-й Воздушной Армии (1-й и 4-й Украинские фронты). Участвовал в Проскуровско-Черновицкой, Львовско-Сандомирской, Западно-Карпатской, Моравска-Остравской и Пражской операциях. За время войны совершил 185 боевых вылетов на штурмовике Ил-2 (из них 140 — на штурмовку живой силы и техники противника), в 12 воздушных боях сбил 2 самолёта противника.
За мужество и героизм, проявленные в боях, Указом Президиума Верховного Совета СССР от 29 июня 1945 года старшему лейтенанту Зайцеву Николаю Яковлевичу присвоено звание Героя Советского Союза с вручением ордена Ленина и медали «Золотая Звезда».
После войны продолжал службу в ВВС заместителем командиров авиаэскадрилий в штурмовом и истребительном авиаполках (в Львовском и Прикарпатском военных округах). В 1950 году окончил Высшие офицерские лётно-тактические курсы ВВС. Служил командиром авиаэскадрильи истребительного авиаполка (в Белорусском и Северном военных округах).
С апреля 1953 года служил в морской авиации командиром авиаэскадрильи истребительного авиаполка, заместителем начальника штаба истребительной авиадивизии по командному пункту и начальником штаба истребительного авиаполка (ВВС Северного флота). Освоил реактивные истребители МиГ-15 и МиГ-17. В 1958 году окончил академические курсы при Военно-морской академии. Продолжал служить начальником штаба истребительного авиаполка (ВВС Северного флота). С июня 1960 года подполковник Н. Я. Зайцев — в запасе.
В 1966 году окончил Белорусский государственный университет. Работал учителем в школе в Минске, с 1967 года — преподавателем на кафедре философии Белорусского государственного университета.
Жил в Минске. Умер 18 февраля 2012 года. Похоронен на Восточном кладбище в Минске.

## Награды и звания
- Медаль «Золотая Звезда» (29.06.1945);
- Орден Ленина (29.06.1945);
- 3 ордена Красного Знамени (30.10.1944; 22.12.1944; 17.05.1945);
- 2 ордена Отечественной войны I степени (16.02.1945; 11.03.1985);
- 3 ордена Красной Звезды (17.04.1944; 1954; 30.12.1956);
- Орден «За службу Родине» III степени (15.04.1999)[3].
- Медаль «За боевые заслуги» (19.11.1951);
- Другие медали;
- Иностранные награды.
- Почётный гражданин Крупского района (2007).